# Луций Кассий Лонгин (легат)
Луций Кассий Лонгин (лат. Lucius Cassius Longinus 63 год до н. э. — 42 год до н. э.) — военный деятель Римской республики.

## Биография
Происходил из влиятельного плебейского рода Кассиев. Сын Луция Кассия Лонгина, народного трибуна 44 года до н. э.
О его молодых годах мало сведений. Во время гражданской войны 44-42 годов до н. э. воевал на стороне своего дяди Гая Кассия, убийцы Гая Юлия Цезаря. В 43 году до н. э. командовал легионом в Сирии. В 42 году до н. э. участвовал в битве при Филиппах, где победоносно сражался и погиб в бою.

## Семья
- Сын — Луций Кассий Лонгин, консул-суффект 11 года н. э.